# Rudolfov (Liberec)
Rudolfov (německy Rudolfsthal) je XXI. část města Liberec.

## Historie
První písemná zmínka o čtvrti pochází z roku 1657. Na severovýchod od Liberce, leží u Černé Nisy, v nadmořské výšce 586 metrů horská vesnice Rudolfov. Domy obce jsou rozloženy ve svažitém k severozápadu skloněném údolí. Místo je kolem dokola obklopeno lesy a je obyvatelstvem obvykle nazývané Buschdorf (Lesov). Údolím, protéká malý potůček, který svoji vodu sbírá v lese mezi Rudolfovem a Bedřichovem a po krátkém běhu údolím vtéká do řeky Černá Nisa. Řeka se obec dotýká jen na severozápadním okraji, kde pohání jednu pilu a mlýn Buschmühle. Potom řeka odtéká do romantického Kateřinského údolí. Tak nějak popisoval Rudolfov na počátku 19. století pan František Rasl.
Rudolfov byl založen v roce 1657, tedy jen několik let po třicetileté válce. Podnět k jeho založení dali poručníci nezletilých Gallasů, Antonína Pankráce a Františka Ferdinanda. Obec byla založena na místě, kterému se od nepaměti lidově říkalo Buschdorf. Pro svoji odlehlost, ze strachu před strašidly a divou zvěří i pro nepříliš přívětivé prostředí dané polohou údolí, nemohla vrchnost najít nikoho, kdo by se v nově založené vesnici dobrovolně usadil natrvalo. A tak liberecký panský hejtman Fridrich Sauther, který si nemohl dovolit nechat místo neosídlené, musel sáhnout k donucovacím prostředkům. Jako zástupce vrchnosti použil své neomezené moci. Byli vybráni dva mladí osadníci. Ti byli spoutáni a dovlečeni dráby do Rudolfova v řetězech a oběma bylo pod přísným trestem zakázáno Rudolfov opustit. Byli to čerstvě ženatí mladíci Christoph Tallowitz a Christoph Seibt z Kateřinek. Časem se ke dvěma prvním osídlencům, přidali dobrovolně další osadníci. První dítě v obci Rudolfov se narodilo 25. 11. 1657 a v roce 1659 se slavila první svatba. Deset let po založení měla již obec ve 13 chalupách 21 osídlenců i s rodinami.
V Rudolfově žilo převážně německé obyvatelstvo. Podle sčítání obyvatel v roce 1930 se k „československé“ národnosti hlásilo pět obyvatel z celkového počtu 362 lidí, což činilo 1,38%. Ihned po osvobození začalo být německé obyvatelstvo, zprvu neorganizovaně, odsunováno, do obce přišli osadníci z vnitrozemí, Slovenska a reemigranti z Podkarpatské Rusi a Volyně. Dle údajů Zpráv státního úřadu statistického, řada D, číslo 1-16 z roku 1946, žilo v prosinci 1945 v Rudolfově 279 obyvatel.
Ke sloučení Rudolfova s Libercem došlo k 1. lednu 1963. V době sloučení s Libercem měl Rudolfov 165 obyvatel.

## Doprava
Veřejnou dopravu zajišťují autobusové linky liberecké MHD, především linka č. 18. V Rudolfově se nacházejí zastávky Rudolfov elektrárna, Rudolfov hasičská zbrojnice a Rudolfov, kde část spojů končí. Na zastávku Rudolfov zajíždějí i vybrané spoje linky č. 19, případně spoje meziměstských autobusových linek.